# 江東六州
江東六州（강동 육주）高麗西北面的興化（홍화、現在的義州郡）、龍州（용주、現在的龍川郡）、通州（통주、現在宣川郡）、铁州（철주、現在的铁山郡）、龜州（귀주、現在的龜城市）、郭州（곽주、現在的郭山郡）共6州总称。現在属于朝鮮民主主義人民共和國平安北道。

## 设立过程
该地域本不是高麗領土而是女真人居住地。993年高丽与契丹之战，双方講和，高麗与宋朝断交、使用契丹年号、向契丹朝貢。高麗宣称与契丹之間有女真阻隔，要求把女真聚集区划入高麗領土。辽国同意。高麗在这些地域征服女真后築六城。高麗北界由清川江扩大到鸭绿江。
1009年康肇政變，康肇杀死高丽穆宗另立高丽显宗。辽圣宗耶律隆绪于1010年趁机以为穆宗报仇为由，率40万契丹大军攻打高丽。活捉康肇并处死，攻占高麗首都開京。辽圣宗耶律隆绪要求高丽归还江東六州，并要求高丽显宗到辽国东京辽阳向辽国表示臣服，遭拒绝。后因后勤不足北撤。高丽倒向北宋。1018年契丹再侵高丽，在亀州被高麗姜邯赞用水攻击破，史称亀州大捷。契丹承认高麗拥有江東六州换取高丽外交由亲宋转为亲辽。

## 保州交涉
因为高丽没有遵守自己的承诺，既断绝与宋朝的关系，辽朝出兵，在鸭绿江东南岸修筑“保州”（今朝鲜平安北道义州） ，作为进攻和控制高丽的军事重镇。战后，高丽屡次请求毁弃保州并进一步请求“收回”保州，辽朝始终未允。金朝建立以后，高丽仍向完颜阿骨打请求“收回”保州，并在1116年辽金于保州交战时出兵到保州宣誓主权。后经双方反复交涉，1130年，金朝仍以高丽称臣为条件，将“保州”之地赐给高丽。